# Lacchan
Lacchan, referido también como Lacchan Bajo para diferenciarlo de Lacchan Alto, es un caserío peruano ubicado en el distrito de Sondorillo, perteneciente a la provincia de Huancabamba del departamento de Piura, al norte del Perú. 

## Ubicación
Lacchan se ubica al noreste de la provincia de Huancabamba, en el distrito de Sondorillo, en el departamento de Piura.

## Demografía
En 2017 Lacchan tenía una población de 416 habitantes.
| Gráfica de evolución demográfica de Lacchan entre 1993 y 2017 |
|                                                               |
| Fuentes: Población 1993 y 2017                                |